# جائزة ألمانيا الكبرى 1985
جائزة ألمانيا الكبرى 1985 هو سباق فورمولا 1 أقيم بتاريخ 4 أغسطس 1985 في حلبة نوربورغرينغ، ألمانيا الغربية. كان التاسع من أصل 16 في بطولة العالم لسباقات الفورمولا واحد موسم 1985. حلّ الإيطالي ميكيلي ألبوريتو أولا بينما جاء الفرنسي ألن بروست في المركز الثاني وحصل على المركز الثالث الفرنسي جاك لافيت.